# 万俟醜奴
万俟 醜奴（ぼくき しゅうど、生年不詳 - 530年）は、北魏の反乱指導者。本貫は高平鎮。

## 経歴
524年（正光5年）、胡琛に従って、高平の反乱に参加した。525年（孝昌元年）4月、宿勤明達とともに北魏の涇州に進攻した。526年（孝昌2年）9月、胡琛が殺害されると、高平の反乱軍の指揮権を引き継いだ。528年（建義元年）7月、高平で皇帝を称し、百官を置いた。529年（永安2年）9月、東秦州を攻め落とし、刺史の高子朗を殺害した。530年（永安3年）3月、大行台の尉遅菩薩を派遣して岐州を攻めさせたが、北魏の大都督の賀抜岳や可朱渾元らに敗れた。4月、北魏の雍州刺史の爾朱天光に敗れて、平涼の長平坑で捕らえられ、洛陽に送られて斬られた。

## 伝記資料
- 『魏書』巻10 孝荘紀第10
- 『魏書』巻75 列伝第63
- 『北史』巻5 魏本紀第5
- 『北史』巻48 列伝第36